# Mark Ashton

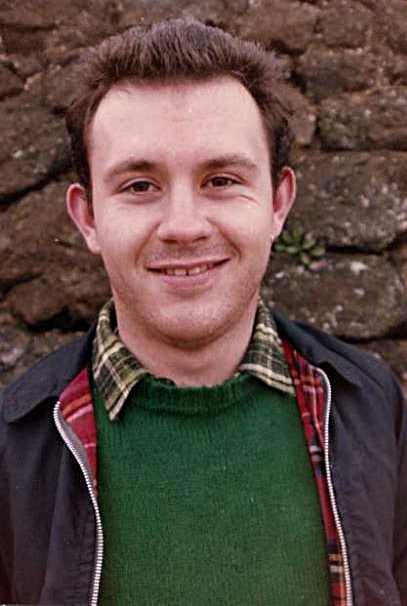
Mark Ashton, 1986

Mark Ashton (* 19. Mai 1960 in Oldham, Vereinigtes Königreich; † 11. Februar 1987 in London) war in den frühen 1980er Jahren Mitglied der Kommunistischen Partei Großbritanniens (CPGB) und Mitglied einer Londoner Gruppe schwuler und lesbischer Aktivisten.
Die Gruppe Lesbians and Gays Support the Miners (LGSM) sammelte während des Britischen Bergarbeiterstreiks 1984/1985 Geld in der Schwulen- und Lesbenszene und unterstützte damit die Streikenden.
Die freundschaftliche Verbindung der sogenannten „Pits and perverts“ im England der 1980er Jahre beruhte auf der beiderseitigen Ablehnung der Politik der Regierung Margaret Thatchers. Diese versagte beiden Gruppen die verlangten Rechte.
Ashton war eine der Hauptfiguren der überaus aktiven Gruppe. 1987 starb er an einer Lungenentzündung, nachdem er bereits an AIDS erkrankt war.

## Postume Rezeption
Das 1987 erschienene Album Red der britischen Band The Communards enthält das Lied For a Friend, welches Ashton gewidmet ist.
Der 1989 veröffentlichte Kurzfilm Jean Genet Is Dead des griechischen Regisseurs Constantine Giannaris ist Ashton gewidmet.
2014 erschien mit Pride der Film über die Gruppe LGSM, der auch Ashtons Leben darstellt.
In der französischen Hauptstadt Paris trägt seit dem 1. Dezember 2018 der Park des historischen Stadtpalasts Hôtel de Lamoignon im Marais-Viertel des 4. Arrondissements den Namen Mark Ashtons; die Anlage heißt seitdem Jardin de l’Hôtel-Lamoignon – Mark Ashton.